# Patinação artística na Universíada de Inverno de 1999 - Dança no gelo
A competição de dança no gelo da patinação artística na Universíada de Inverno de 1999 foi realizada em Poprad Tatry, Eslováquia.

## Medalhistas
| Ouro   | RUS Olga Sharutenko / Dmitri Naumkin |
| Prata  | RUS Nina Ulanova / Mikhail Stifunin  |
| Bronze | POL Agata Błażowska / Marcin Kozubek |

## Resultados

### Geral
| Pos.              | Nome                                  | Nacionalidade    | Pontos | DC1 | DC2 | DO | DL |
| ----------------- | ------------------------------------- | ---------------- | ------ | --- | --- | -- | -- |
| Medalha de ouro   | Olga Sharutenko / Dmitri Naumkin      | Rússia           | 2.0    | 1   | 1   | 1  | 1  |
| Medalha de prata  | Nina Ulanova / Mikhail Stifunin       | Rússia           | 4.0    | 2   | 2   | 2  | 2  |
| Medalha de bronze | Agata Błażowska / Marcin Kozubek      | Polônia          | 6.6    | 3   | 3   | 4  | 3  |
| 4                 | Oksana Potdykova / Denis Petukhov     | Rússia           | 7.4    | 4   | 4   | 3  | 4  |
| 5                 | Zhang Min / Cao Xianming              | China            | 10.0   | 5   | 5   | 5  | 5  |
| 6                 | Martina Kvarcakova / Ota Jandejsek    | República Tcheca | 12.0   | 6   | 6   | 6  | 6  |
| 7                 | Nozomi Watanabe / Akiyuki Kido        | Japão            | 14.0   | 7   | 7   | 7  | 7  |
| 8                 | Elena Solonnikova / Evgeni Polishchuk | Ucrânia          | 16.0   | 8   | 8   | 8  | 8  |
| 9                 | Zuzana Durkovska / Marian Mesaros     | Eslováquia       | 18.6   | 9   | 9   | 10 | 9  |
| 10                | Darya Manoylo / Vasyl Baranov         | Ucrânia          | 19.6   | 10  | 11  | 9  | 10 |
| 11                | Aya Hatsuda / Koichi Suyama           | Japão            | 21.8   | 11  | 10  | 11 | 11 |

Legenda
| Recorde mundial      | Recorde mundial (World record)               |                       | Recorde africano                      | Recorde africano (African) |                                           | Q | Classificado por posição (Qualified) |
| Recorde olímpico     | Recorde olímpico (Olympic record)            | Recorde da América    | Recorde da América (Americas)         | q                          | Classificado por melhor tempo (Qualified) |   |                                      |
| Melhor marca do ano  | Melhor marca do ano (World leading)          | Recorde asiático      | Recorde asiático (Asian)              | DNS                        | Não largou (Did not start)                |   |                                      |
| Recorde nacional     | Recorde nacional (National record)           | Recorde europeu       | Recorde europeu (European)            | DNF                        | Não terminou (Did not finish)             |   |                                      |
| Recorde pessoal      | Recorde pessoal do atleta (Personal best)    | Recorde da Oceania    | Recorde da Oceania (Oceania)          | DSQ / DQ                   | Desclassificado (Disqualified)            |   |                                      |
| Recorde da temporada | Recorde da temporada do atleta (Season best) | Recorde sul-americano | Recorde sul-americano (South America) | NM                         | Sem marca (No mark)                       |   |                                      |